# Ширильды
Ширильды — река в России, в Северо-Байкальском районе Бурятии. Впадает в озеро Байкал. По левому, южному берегу реки проходит южная граница Фролихинского заказника.

## География
Длина — 22,2 км, ширина русла — 20—60 м. Образуется слиянием рек Правая Ширильды и Даалды (иногда называемой Левая Ширильды). Стекает со склонов Баргузинского хребта и течёт на запад. Имеет многочисленные протоки, иногда разбиваясь на два рукава. В устье разливается, образуя дельту. Впадает в губу Ширильды.

## Притоки
Крупные притоки:
- река Стакит (левый)
- река Куркавка (правый)